# Distretto di Szolnok
Il distretto di Szolnok (in ungherese Szolnoki járás) è un distretto dell'Ungheria, situato nella provincia di Jász-Nagykun-Szolnok.